# Malthodes furthi
Malthodes furthi es una especie de coleóptero de la familia Cantharidae.

## Distribución geográfica
Habita en Israel.